# ジョン・エリオット (1612年生の政治家)
ジョン・エリオット（英語: John Eliot、1612年10月18日洗礼 – 1685年3月25日埋葬）は、イングランド王国の政治家、コーンウォールの地主。イングランド王チャールズ1世に対する野党活動で知られるサー・ジョン・エリオットの長男であり、庶民院議員を3期務めたが、議会活動は少なかった。

## 生涯

### 生い立ち
サー・ジョン・エリオットと妻ラディグンド（Radigund、旧姓ジェディ（Gedy/Gedie）、1628年6月13日埋葬、リチャード・ジェディの娘）の長男として生まれ、1612年10月18日に洗礼を受けた。1628年までにティヴァートンのグラマースクール（ブランデルズ・スクール）に入学、1629年まで通った。1629年から1631年までオックスフォード大学リンカーン・カレッジで教育を受け、1631年から1632年までフランス王国を旅した。1632年に父が死去すると、年収1,500ポンドの得られる地所を継承した。

### 清教徒革命期
1640年の短期議会でセント・ジャーマンズ選挙区の代表として議員を務めた。イングランド内戦期とイングランド共和国期では1645年6月10日から1655年までデヴォン海軍次官を、1647年から1653年までコーンウォールの治安判事を、1655年から1662年までロストウィシエルの長老議員を務めるなど、主にコーンウォールの地方官職を歴任した。1656年にコーンウォールの治安判事を再任、1670年まで務めた。また、イングランド内戦で地所を王党派の軍勢に蹂躙され、長期議会は1647年にエリオットへの賠償金7,000ポンドを可決した。

### 王政復古以降
イングランド王政復古の後、1660年仮議会の選挙でコーンウォール選挙区から出馬したが、得票数4位（最下位）で落選した。一方、自身の懐中選挙区であるセント・ジャーマンズ選挙区では無投票で当選、1661年イングランド総選挙でも再選した。また、1660年3月13日から10月までデヴォン海軍次官を務めた。
議会では選挙および特権委員会（Committee of Elections and Privileges）、レジサイド処刑委員会（1662年）、第二次英蘭戦争での敗北に関する調査委員会（1667年）への任命記録が残っているが、あまり活動的ではなかった。1679年イングランド総選挙でセント・ジャーマンズ選挙区の2議席に息子ダニエルとリチャードを指名し、自身は議員を退任した。
1685年に死去、同年3月25日にセント・ジャーマンズで埋葬された。

## 家族
1632年11月28日、オナー・ノートン（Honor Norton、1652年11月1日埋葬、サー・ダニエル・ノートンの娘）と結婚、5男5女をもうけた。妻の名前はオノラ（Honora）とも。オナーは3,000ポンドの持参金をもたらしたが、後見裁判所による許可のない結婚だったため、エリオットは罰金刑に処された。
- ブリジット（Bridget、1638年2月1日洗礼 – ?） - 1665年7月13日、ウィリアム・サヴェリー（William Savery）と結婚[2]
- ジョン（1641年2月2日没[2]）
- エドワード（1639年3月28日洗礼 – 1639年3月29日埋葬[2]）
- ダグラス（1640年11月23日洗礼 – ?） - 1663年2月13日以降、スパーク氏（Sparke）と結婚[2]
- ラディグンド（Radigund、1641年11月27日洗礼 – 1694年） - 1675年5月25日、エドワード・ワイズ（英語版）（1632年 – 1675年11月17日）と結婚[2]
- オナー（1692年9月21日埋葬） - 1662年2月15日、ジョン・スペコット（1641年ごろ – 1678年1月10日埋葬）と結婚、子供あり[2]
- スーザン（1648年4月27日洗礼 – 1683年7月6日埋葬） - 1676年7月13日、第3代準男爵サー・ヘンリー・ヘレ（1677年4月没）と結婚[2]
- ダニエル（1649年ごろ – 1702年10月11日） - 庶民院議員。1685年7月13日、キャサリン・フレミング（Katharine Fleming、1660年ごろ – 1687年12月20日埋葬）と結婚、1女をもうけた[2]
- エリザベス（1650年6月6日洗礼 – 1675年10月18日埋葬[2]）
- リチャード（1652年4月22日洗礼 – 1685年12月22日埋葬） - 庶民院議員[2]